# Ahuacuotzingo (municipalité)
Ahuacuotzingo est une municipalité de l'État mexicain de Guerrero.

## Localisation
Ahuacuotzingo est l'une des 81 municipalités de l'État de Guerrero.

## Géographie
Son chef-lieu est la ville de Ahuacuotzingo.
La municipalité couvre une superficie de 388,4 km².
En 2005, la municipalité avait une population totale de 4 543 habitants.